# Хадза (народ)

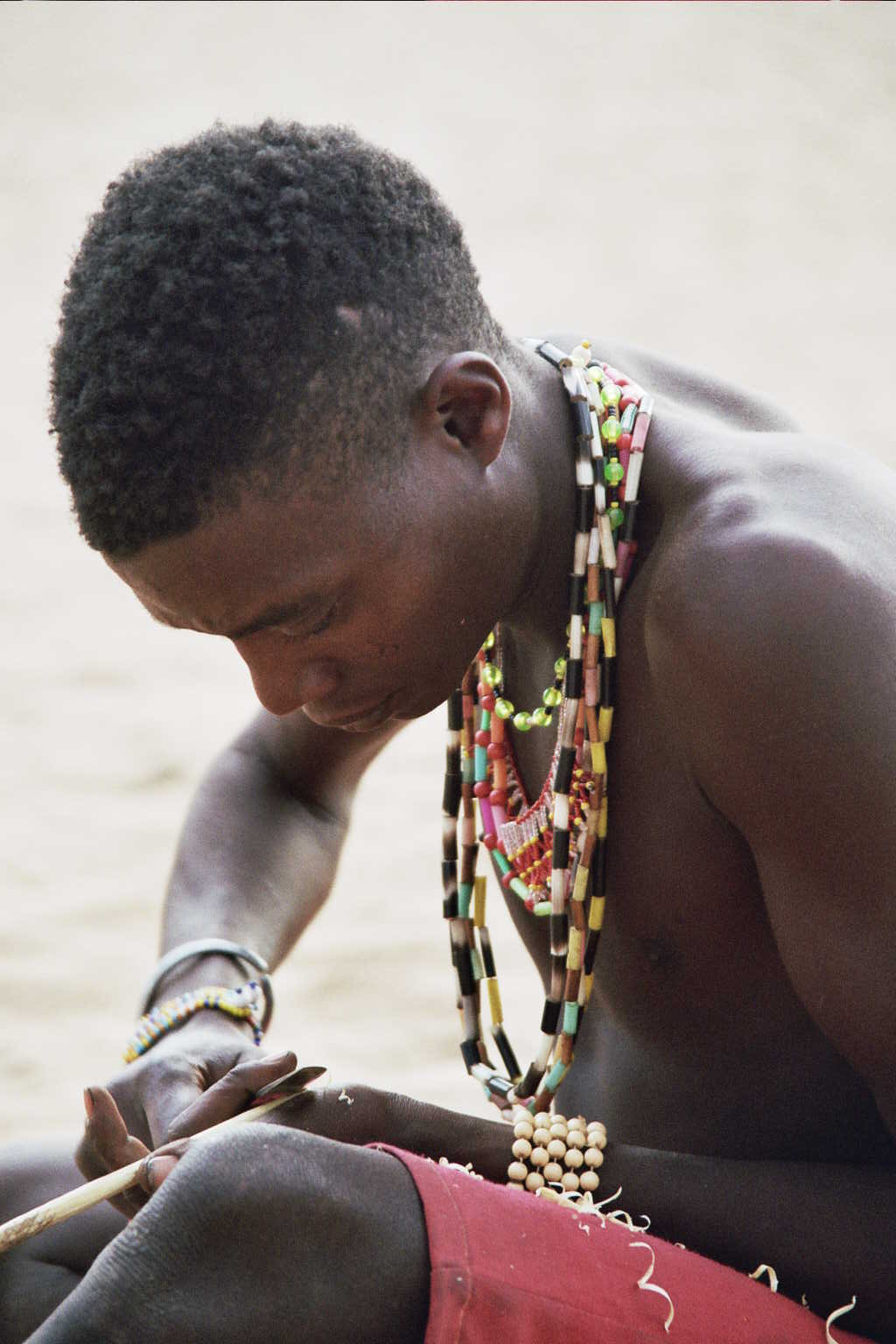
Мужчина хадза делает стрелы

Район проживания хадза в Танзании (тёмно-серый)

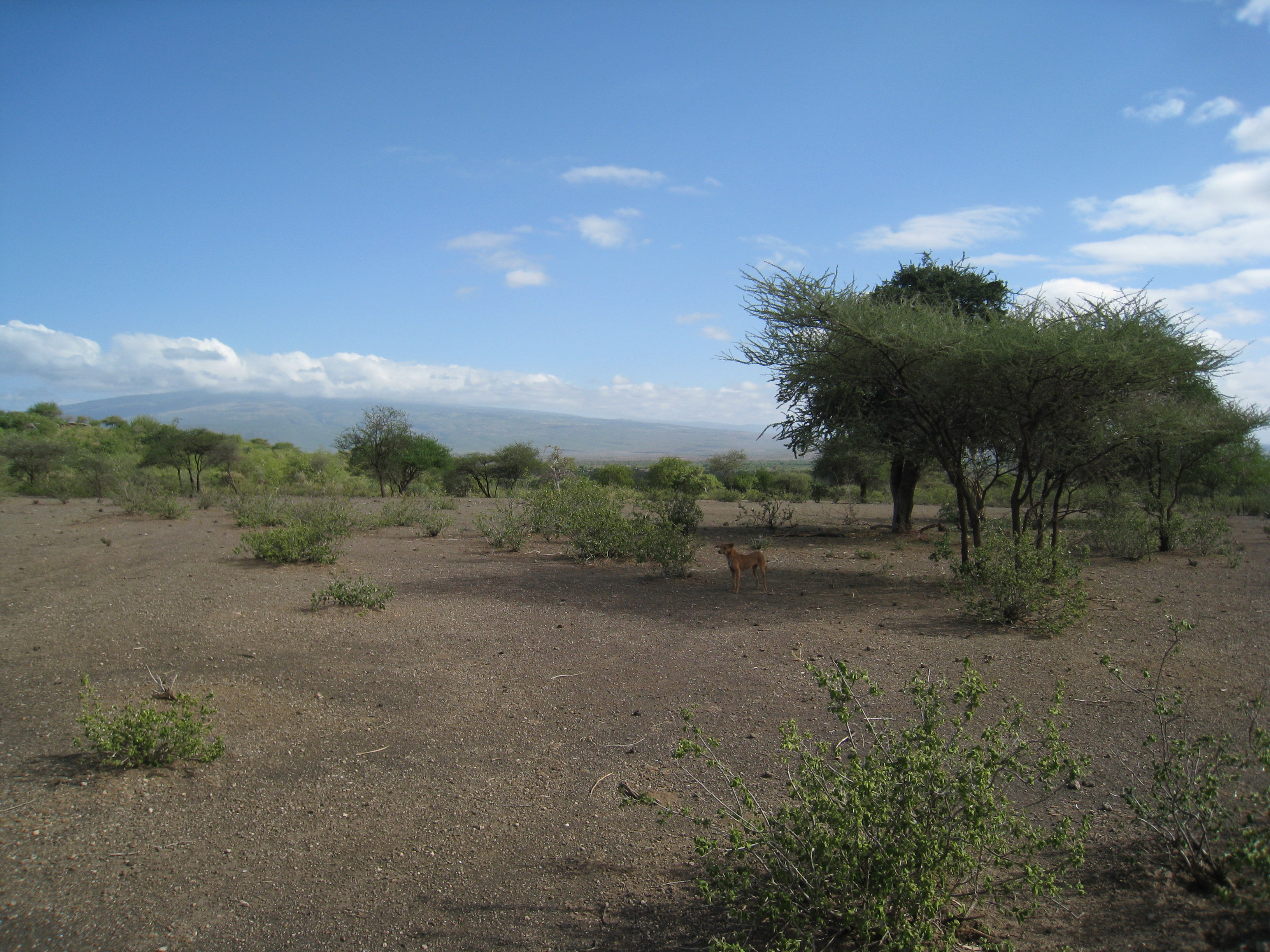
Охотничьи угодья хадза в Серенгети

Хадза́ — коренной народ на севере Танзании. Проживают в провинциях Аруша, Сингида и Шиньянга около озера Эяси. Разговаривают на изолированном одноимённом языке.

## История изучения
Для европейской науки хадза были открыты в 1931 году немецким этнологом и археологом Людвигом Коль-Ларсеном. Большинство исследований этой этнической группы проводились до середины 60-х годов XX века, то есть ещё до значительных перемен в их образе жизни. Они сформировали представления о традиционном образе жизни хадза. Последующие исследования учёными разных стран в конце XX — начале XXI столетий значительно углубили знания об этом народе и внесли значительный вклад в развитие представлений о первобытных сообществах.

## Этнонимы
В литературе в качестве названий для народа хадза указываются следующие:
- хадзапи, хадзабе, хадза, хатса — варианты эндоэтнонима.
- киндига, вакиндига, ватиндига, тиндига — встречается у суахилиговорящих народов. Происходят от глагола tindika, имеющего значения «обрываться, быть отрезанным, ощущать недостаток в чём-либо, утрачиваться, кончаться», отражая изолированность этноса хадза. Л. Коль-Ларсен использовал вариант «ватиндига» и переводил как «беглецы».
- кангеджу — этимология не указывается.

Д. А. Ольдерогге назвал хадза «бушменами Восточной Африки». Иногда это название используется и в настоящее время, хотя называть их просто «бушменами» — не корректно.

## Происхождение
Происхождение хадза не вполне ясно. Так как антропологически они относятся к негрской малой расе с небольшим количеством капоидных черт, их раньше традиционно рассматривали как остаток койсанских народов в Восточной Африке. Недавнее генетическое исследование показало, что они, фактически, больше связаны с западноафриканскими пигмеями. Согласно Knight et al. (2003), Y-хромосомные гаплогруппы представлены у хадза главным образом субветвью B2b-M112 гаплогруппы B (52 %), то есть той же самой субветвью, которая присутствует у типичных представителей пигмеев — народов мбути и ака. Большая доля Y-хромосомной гаплогруппы E3a (30 %) показывает известную примесь от банту. Остальные Y-хромосомные гаплогруппы представлены у хадза другими субкладами гаплогруппы E (E1b1a, E1b1b).
Митохондриальная ДНК представлена у хадза гаплогруппами 
L2 (главным образом субклад L2a1 пигмейского происхождения) и L3 (преимущественно субклад L3g восточно-африканского происхождения), и ни одна из них не совпадает с таковыми койсанских народов Южной Африки, которые принадлежат к субкладам L1d/L1k. У хадза L0a достигает 5%.
Полная генетическая картина предполагает, что первоначальное население хадза было носителями Y-хромосомной гаплогруппы B2b и митохондриальной гаплогруппы L3a1, а впоследствии приняло поток генов от народов банту. Предки хадза отделились от предков восточных пигмеев и койсанов от 98 000 до 96 000 лет назад, от предков сандаве (живущих всего в 150 км от них) — 87 800 лет назад.

## Традиционный образ жизни
Хадза — охотники-собиратели.
Охотой занимаются исключительно мужчины в одиночку или небольшими группами, в отдельных случаях объединяя до 15 человек, как при охоте на бегемота. Охотничье оружие — лук. Наконечники большей частью — каменные, иногда выкованные из выменянного железа. Обычно охотились с луком на буйволов и антилоп. Использовали отравленные стрелы. Пик охоты приходится на сухой сезон. Для охоты и охраны используют собак; собаки Хадза — короткошёрстные, с малыми ушами и длинными ногами. 
Собирательством занимаются не только женщины, но и мужчины, особенно в периоды, когда охота малоэффективна. Собирают плоды дикорастущих растений, яйца птиц и черепах. Продукты собирательства составляют до 80 % рациона хадза.
Жилище, в котором хадза проводят большую часть года, — хижина из травы с каркасом из веток. Хижины располагаются близко друг от друга в естественном защищённом месте. В сезон дождей часть людей переселяется в укрытия под скалами. Базовых стоянок не имеют.
Традиционная одежда у женщин — кожаный передник, у мужчин — передник и пояс стыдливости. Обычно ходят босиком, при переходах по колючкам носят сандалии.
Описывая общество хадза, отдельные исследователи подчёркивали его эгалитарность, то есть незначительность социально-экономического неравенства. А. В. Коротаев (1999) характеризовал его как ещё более эгалитарное, чем большинство сообществ приматов. Такая черта не является общей для всех первобытных сообществ, но из народов Африки объединяет хадза с бушменами и пигмеями.
Семья малая. Браки обычно амбилокальные с тенденцией к уксорилокальности. Система родства, как и у бушменов, билатеральная. Родственные термины могут распространяться на лиц, с которыми говорящий не состоит в фактическом родстве (как у бушменов и австралийских аборигенов).
Семьи хадза формируют небольшие группы, кочующие вместе. Обычно переход на новое место совершается раз в две недели. Состав таких групп непостоянен, по желанию их членов они могут объединяться или разделяться. Территории, занимаемые общинами или «резидентными группами», не имеют чётких границ, фактически каждый хадза может жить, охотиться и собирать пищу там, где пожелает. В сухой сезон хадза объединяются в группы по 100—200 человек, в сезон дождей — вновь живут отдельными общинами.
Дж. Вудберн в 1968 году описывал, что населяемые хадза земли делятся на четыре части, каждую из которых населяет группа людей численностью до 150 человек; все такие группы имеют собственные названия, происходящие от названий населяемых ими местностей. Несмотря на переменный состав, эти объединения были более стабильны, чем резидентные группы, их члены занимались поисками пищи на «своей» территории и в сухой сезон собирались на своей земле.
Формализованного института руководителей групп или общин у хадза нет, хотя отдельные люди пользуются влиянием благодаря своим личным качествам. Решения, касающиеся всего коллектива, принимают мужчины.

## Современное состояние
Ещё в первой половине XX века хадза жили на равнинах и предгорьях к северо-востоку от озера Эяси в сухих степях и саваннах. Но уничтожение мухи цеце на территориях хадза открыло путь для соседних скотоводов и земледельцев. Сейчас население хадза постепенно сокращается, под давлением иссансу, мбулу и масаев они оттесняются на болота и пустоши к югу от Эяси. По словам самих хадза, за последние несколько десятилетий они потеряли около трёх четвертей своих земель. Часть хадза отказались от кочевого образа жизни и теперь помогают земледельцам в обработке их полей. Хадза пытаются бороться за свои права, обращаясь в правительство Танзании с призывом оградить территорию своего исконного проживания от посягательств соседних народов, подчёркивая экологичность своего существования и многовековые традиции своего способа хозяйствования.